# Каменногорское
Каменногорское — село в Северном районе Оренбургской области, является административным центром Каменногорского сельсовета.
Расположено на реке Кандыз в 19 км к восток-северо-востоку от села Северное.

## История
Предположительно, основано в 18 столетии на землях, купленных у башкир. В 1960 г. указом Президиума Верховного Совета РСФСР село Старо-Мертовка переименована в Красногорское. В 1963 году указом Президиума Верховного Совета РСФСР село Красногорское переименовано в Каменногорское.

## Население
| 2010 |
| ---- |
| 299  |